# Arkitektur i Finland

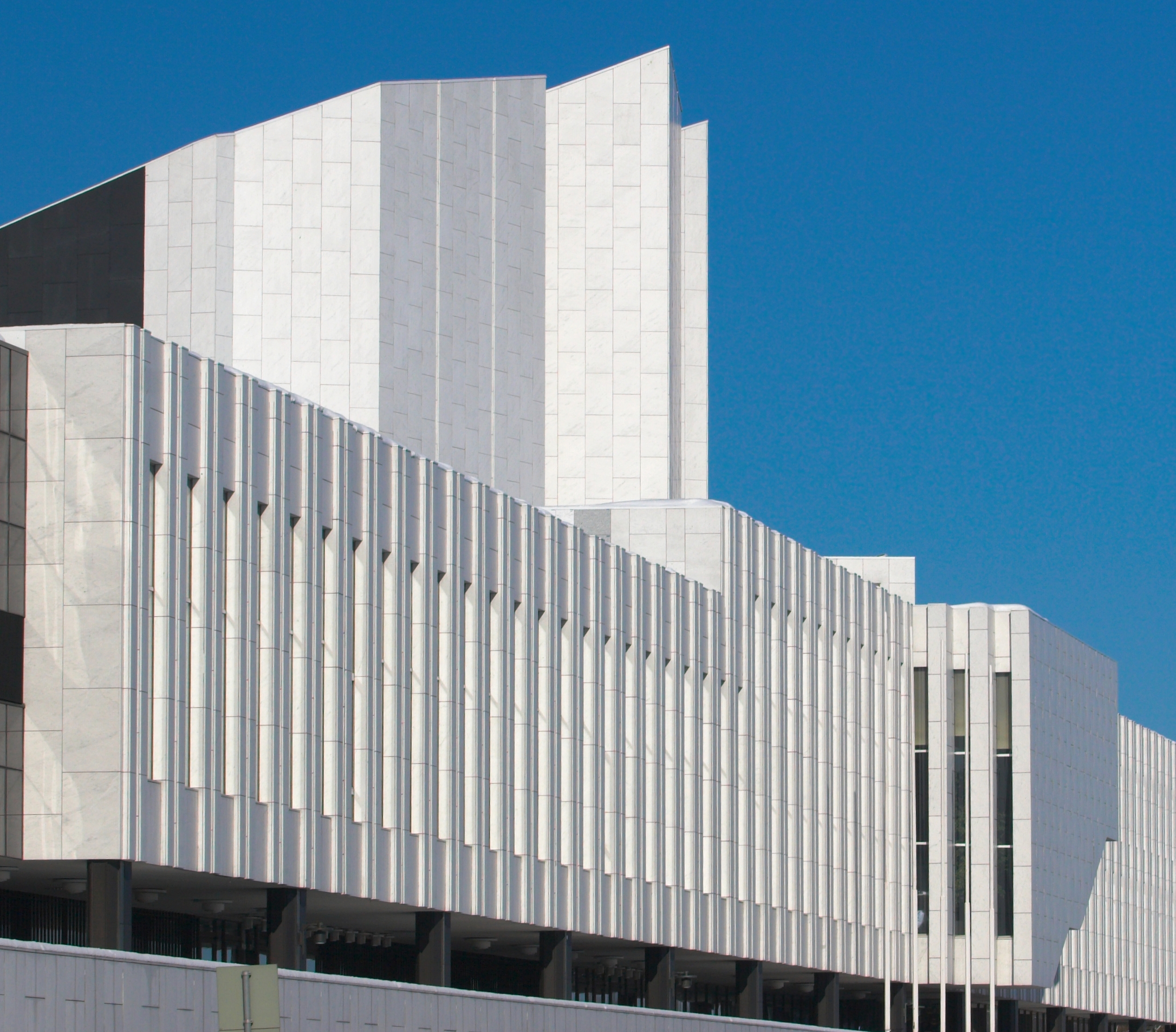
Finlandiahuset (1962-1975) i Helsingfors.

Arkitektur i Finland beskriver arkitekturen i Finland och arkitektur gjord av finländska arkitekter. Den finländska arkitekturen är främst baserad på läget och platsers naturliga egenskaper. De flesta influenser har kommit från utlandet och formats för att passa finländska förhållanden. I få europeiska länder har arkitekturen under 1900-talet påverkat det urbana landskapet så mycket som i Finland och endast 12 procent av byggnadsbeståndet är byggt före självständigheten 1917.
Den finländska arkitekturen blev mera självständig och började ta intryck från den finländska naturen i slutet av 1800-talet. Det första internationella genombrottet för finländsk arkitektur skedde under världsutställningen i Paris år 1900. Då var nationalromantiken den dominerande stilen. Från och med 1930-talet blev funktionalismen symbolen för byggandet av en modern och självständig nation, vilket följdes av modernismen på 1950-talet. I slutet av 1900-talet kan man skönja början av en ny stil, men detta kan avgöras först i historiskt perspektiv.
Kristian Gullichsen konstaterade på 1980-talet att "finländsk arkitektur är vad finländska arkitekter gör".

## Arkitekturen i Finland före 1800-talet

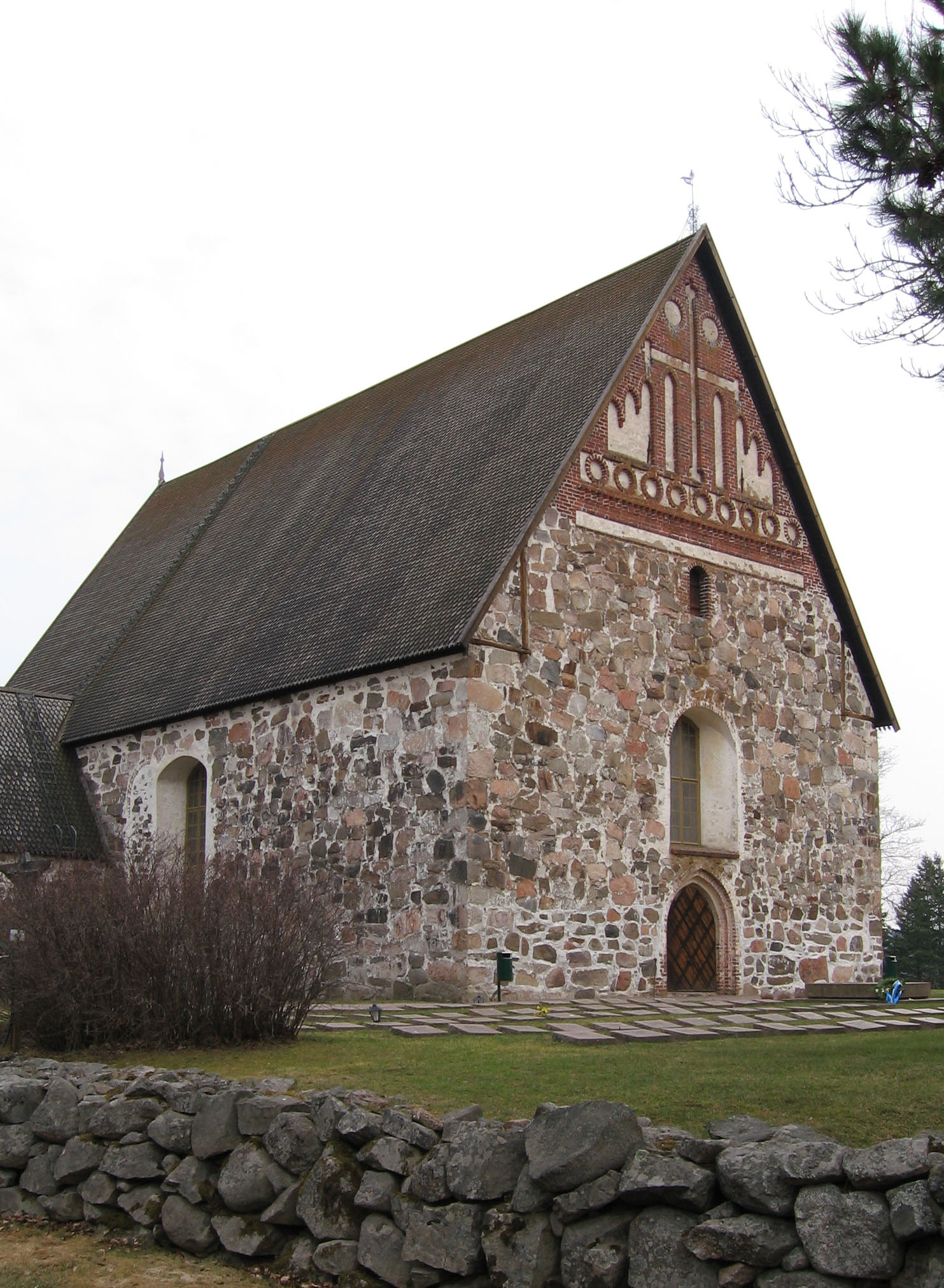
Sibbo gamla kyrka (1450).

De arkitektoniska banden till forna dagar är få i Finland, då det finns få historiska monument och eftersom de flesta byggnader tidigare var enkla konstruktioner som lätt förstördes och lätt kunde ersättas. De äldsta kvarvarande byggnaderna i dag är medeltida gråstenskyrkor och borgar. Det finns cirka 75 medeltida gråstenskyrkor i Finland, varav de äldsta är från 1200-talet. De viktigaste medeltida borgarnas antal uppgår till sex stycken.
Före 1700-talet är det svårt att urskilja de internationella stilarna i Finland. Det finns mycket få, om alls några, exempel på byggnader i till exempel gotik, renässans och barock. I äldre byggnader dominerar i stället enkla och klara linjer utan dekorationer. Lokala byggnadsmaterial, det hårda klimatet och en avsaknad av varierande byggnadsmaterial påverkade den tidiga byggnadsstilen. Fastän Finland i viss mån saknar en lång arkitekturtradition fortsatte till exempel det traditionella stockbyggandet fram till 1930-talet, trots att stockhus ofta brädfodrades sedan 1700-talet. De folkliga byggnadsstilarna har tagit intryck både från öst och från väst.
Herrgårdskulturen i Sverige på 1600-talet nådde knappt den östra rikshalvan Finland och Sarvlax gård hör till de få undantagen. På 1700-talet var befästningarna de största byggnadsprojekten och till exempel Fredrikshamn byggdes enligt renässansmodell med ett stjärnformat gatunät med åtta uddar. På Sveaborg finns de viktigaste kvarvarande stenbyggnaderna från 1700-talet i Finland.
Exempel på medeltida kyrkor och borgar är Åbo domkyrka, Helsinge kyrka, Olofsborg, Raseborgs slott och Åbo slott. Gamla bevarade trähusstäder med byggnader från 1800-talet och tidigare är bland annat Gamla Raumo, Ekenäs och Borgå.

## 1800-talet

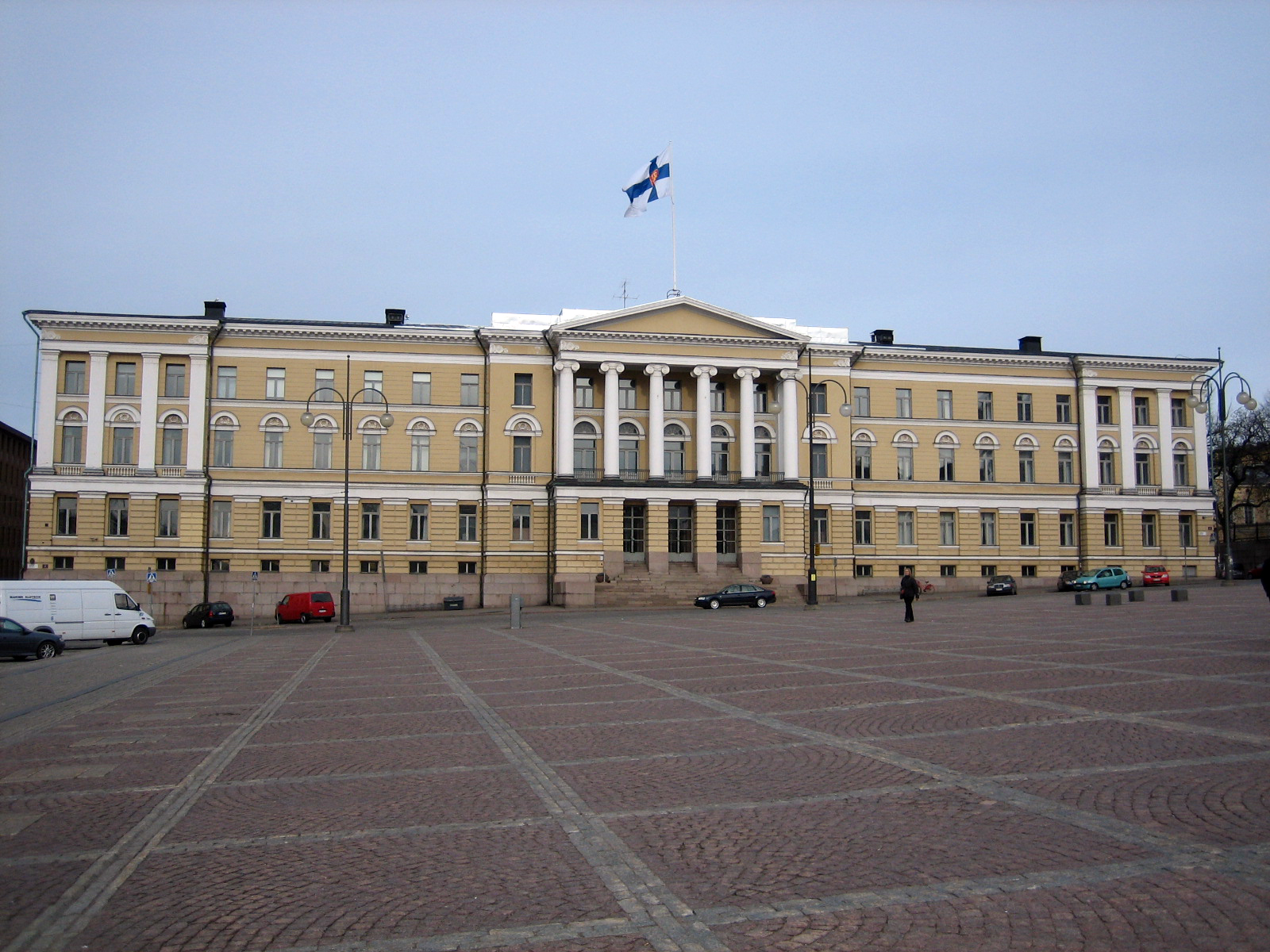
Helsingfors universitet (1832).

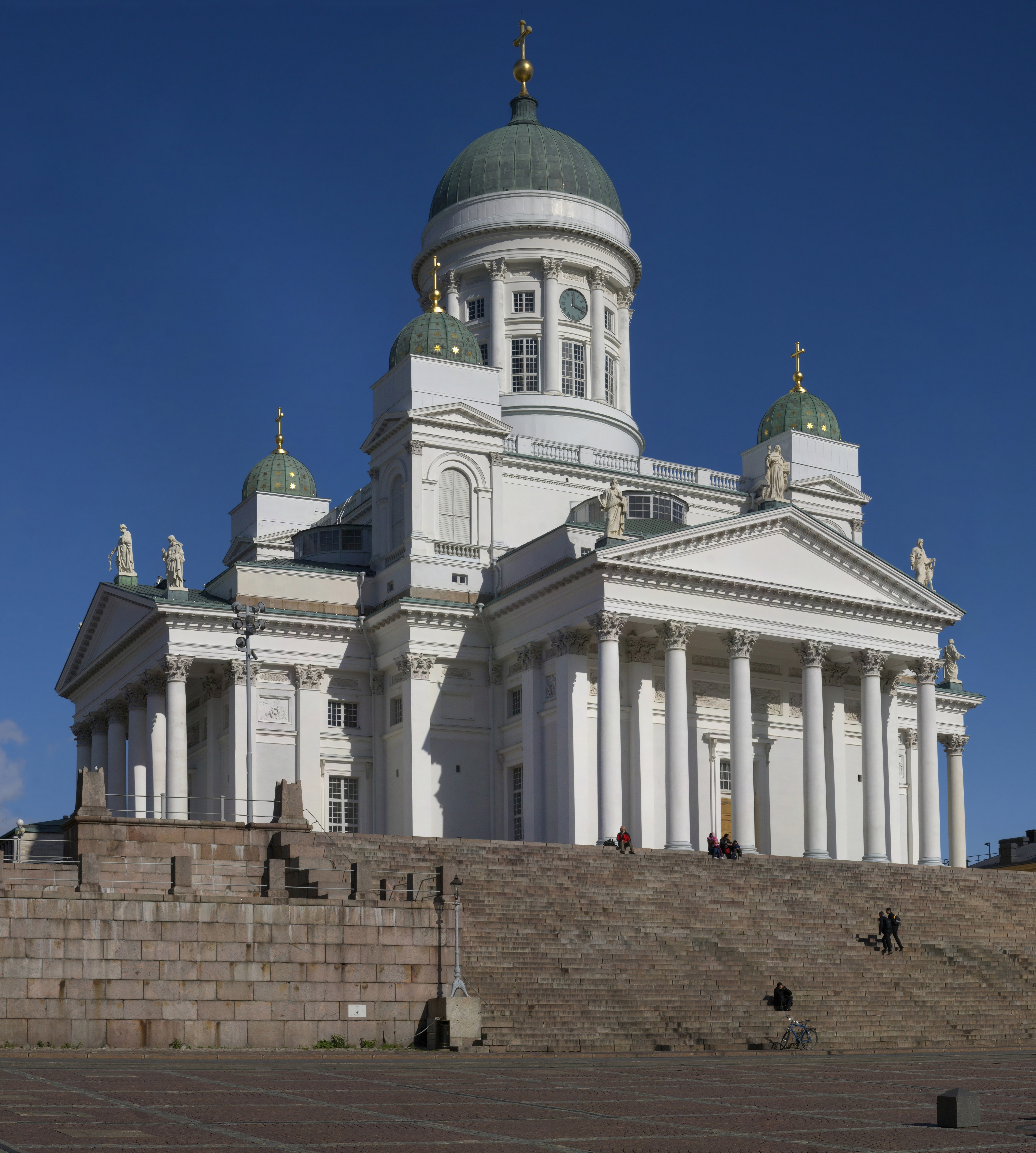
Helsingfors domkyrka.

Den gustavianska stilen och nyklassicismen i slutet på 1700-talet visade slutligen att nya stilar snabbt togs i bruk också i Finland. Då Kungliga Akademiens hus i Åbo byggdes i början på 1800-talet var de storstilade planerna någonting som inte tidigare skådats inom offentligt byggande i Finland. Då Helsingfors utnämndes till huvudstad i storfurstendömet Finland av den ryska tsaren år 1812 påbörjades en ny period av offentligt byggande. Helsingfors byggdes helt om efter en brand enligt en stadsplan med breda raka gator av Johan Albrecht Ehrenström och monumentala byggnader ritade av den tyska arkitekten Carl Ludvig Engel i empirestil. Helsingfors utgjorde ett undantag; övriga finländska städer förblev små och modesta med 200–1 000 invånare.
Industriproduktionen i Finland kom igång i slutet av 1800-talet, men redan tidigare fanns det flera bruk på olika håll i landet. Deras glansperiod var under andra hälften av 1700-talet. Den maskinella industriproduktionen förde med sig en ny typ av byggnader, varav den första var Finlaysons fem våningar höga fabrik i Tammerfors från 1830-talet. Tammerfors är den stad i Finland som mest domineras av 1800-talets industriarkitektur. Först efter mitten av 1800-talet blev byggnader i andra material än trä vanliga i finländska städer och det urbana landskapet började bli mera europeiskt. Trähus ersattes av nyrenässanspalats och de gamla trähusgårdarna bildade trånga bakgårdar mellan höghusen. På framsidan kunde man uppleva en fläkt av Berlin eller Wien på till exempel Esplanaden i Helsingfors. Arbetarklassen bodde i trähusområden lite utanför stadskärnan. Offentliga byggnader var i slutet av 1800-talet ofta monumentala med väl tilltagna trappuppgångar eller paviljongliknande byggnader i parkmiljö.
Arkitektutbildning påbörjades i Finland år 1872. Theodor Höijer och Gustaf Nyström hörde till de stora namnen under 1800-talets slut och de ritade flera nyrenässansbyggänder, främst i Helsingfors.
Bland Carl Ludvig Engels viktigaste empirebyggnader kan nämnas Helsingfors domkyrka, Eckerö post- och tullhus, Lappvikens sjukhus och Björneborgs rådhus.

## Nationalromantik och jugend

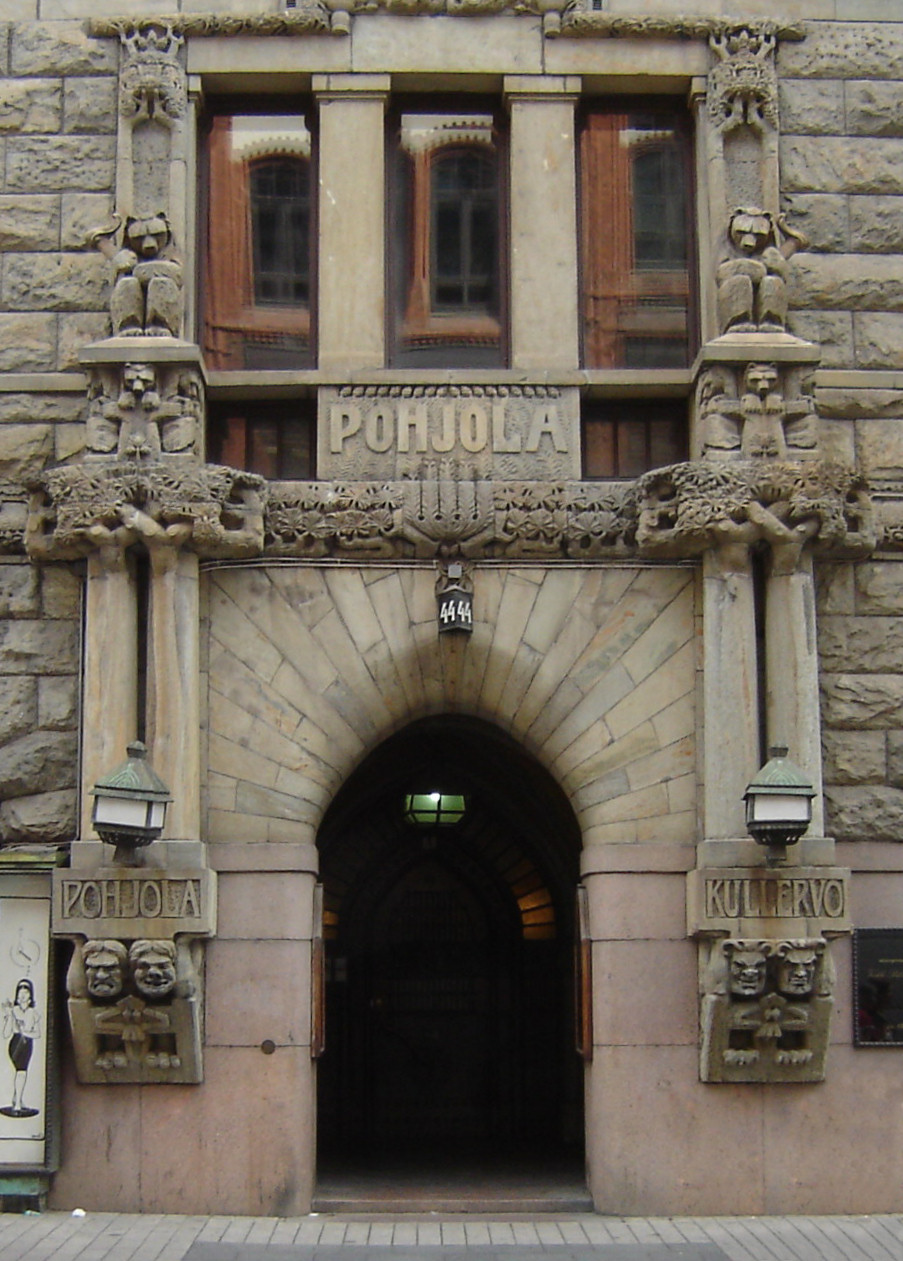
Pohjola-huset (1901) i Helsingfors i Kalevala-inspirerad nationalromantik.

Nya vindar blåste i arkitekturkretsar i Finland från och med 1890-talet. Camillo Sittes idéer att arkitekten inte enbart ska planera en fasad utan helheter bestående av gator, parker, skvärer och själva naturen slog in. Man satte större vikt på att också presentera perspektivbilder med angränsande byggnader. Torn, burspråk och balkonger blev populära på byggnader och taket blev ett viktigt element i arkitekturen och man satsade på takmaterial och färgen på taket.
Nya bostadsområden spred sig utan planering i utkanterna av städerna i början av 1900-talet. Samtidigt uppstod de första villaförorterna, vars byggande tog verklig fart under 1910-talet och efter första världskriget. Sommarhus uppfördes på stränderna och på öar kring städerna och sakteliga blev övergången från stad till landsbygd inte lika tydlig. Små industrisamhällen växte kraftigt och skolbyggnader, arbetarhus och stadshus byggdes på landsbygden då kapital strömmade in också till mindre orter. Speciellt på landsbygden dominerade stilen snickarglädje och man började uppmärksamma arkitekturen på till exempel lantbruksbyggnader.
Under 1900-talets första årtionde blev mellan 4 och 10 arkitekter per år klara med sina studier vid Polytekniska läroverket (numera Tekniska högskolan) och totalt cirka 100-150 arkitekter var verksamma i Finland under 1900-talets början. Samtidigt uppstod konflikter mellan arkitekter och byggmästare, som ofta själv ritade bostadshus med den nya fria stilen utan arkitekthjälp.
I Finland kom nya internationella idéer inom arkitekturen mycket snabbt i bruk. Tidskrifter och studieresor var de främsta källorna för internationella intryck. Begreppet jugend, som var den dominerande nya stilen under början av 1900-talet, togs i bruk på 1950-talet, medan den kallades av sina samtida antingen den nya stilen eller ibland art nouveau. Samtida med jugend är nationalromantiken som uppstod med målet att skapa en unik finländsk stil. Nationalromantiska intryck togs från Karelen och då främst från östra Karelen på den ryska sidan av gränsen. En Kalevala-inspirerad träarkitektur uppstod. Då det gällde tegel- och stenbyggnader togs intrycken av medeltida borgar och kyrkor, fastän alla inte ansåg att de var genuint finländska förebilder.
Kända finländska företrädare för jugend och nationalromantik är bland annat arkitekttrion Gesellius-Lindgren-Saarinen. Bland kända byggnader kan nämnas Finlands nationalmuseum (1905-1910), Järnvägsstationen i Helsingfors (1904/1919), Tammerfors domkyrka (1902-1907), samt flera affärs- och bostadshus i Helsingfors, Åbo, Tammerfors och Viborg. Stadsdelen Eira i södra Helsingfors är ett utmärkt exempel på sammanhängande jugendbebyggelse från 1900-1910-talen.

## 1920-talsklassicism

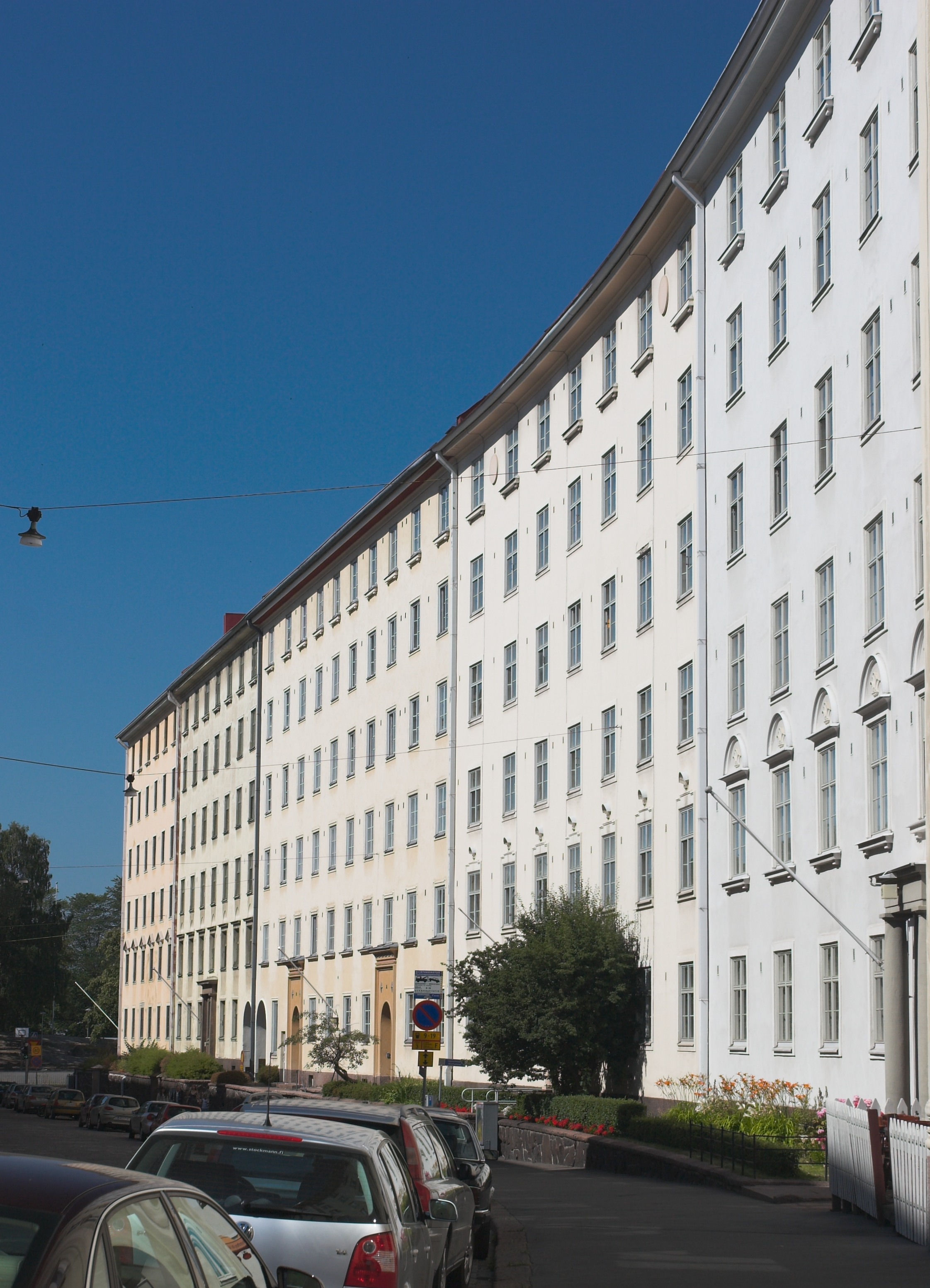
Stadsdelen Tölö i Helsingfors, med typiska bostadshus i klassicistisk stil.

Efter första världskriget, Finlands självständighet och det därpå följande finska inbördeskriget ville man fjärma sig från allting ryskt. Goda modeller för den finländska arkitekturen ansågs vara Sverige och Norge. Man följde speciellt noga med Sverige och hur man där löste bostadssituationen för arbetarbefolkningen. Dessutom var tyska det populäraste främmande språk som finländare studerade, vilket hade en viss inverkan på varifrån man tog influenser. Man intresserade sig också för brittiska och amerikanska trender, bland annat Raymond Unwins verk och trädgårdsstadsidealet. Dessa lästes ofta i tysk översättning.
Redan innan första världskriget uppgjordes stora planer för den urbana utvecklingen i Finland. År 1910 bodde endast 15 procent av Finlands befolkning i städer, och först på 1970-talet kom denna andel att överstiga 50 procent. På privat initiativ byggdes och utvecklades flera villastäder utanför Helsingfors. Eliel Saarinens Munksnäs-Haga stadsplan (1915) hörde till de mest ambitiösa; man ville bygga nya stadsdelar väster om staden för lika många människor som Helsingfors dåvarande folkmängd. Projektet kom av sig på grund av första världskriget. Vägnätet i Munksnäs och Finlands första "radhus" är det som främst återstår av denna plan idag. I samma anda planerade Bertel Jung och Eliel Saarinen i planen Pro Helsingfors (1918) ett nytt centrum för Helsingfors kring en ny centralstation i nuvarande Böle. Tölöviken skulle fyllas igen och en monumental paradgata skulle gå mellan det gamla och nya centrumet med byggnader i monumental klassicism.
Den nordiska klassicismen blev mycket populär, inte bara i Finland utan också i andra nordiska länder. En trend som kom från Danmark var användningen av rödtegel. Stadsdelen Främre Tölö i Helsingfors och Stockmanns varuhus i Helsingfors centrum (1916/1930) representerar denna stil inom 20-talsklassicismen. Över huvud taget är största delen av Främre Tölö, vars stadsplan är från år 1906, byggd i klassicistisk stil, förutom jugendinfluenser i söder och funktionalism i norr. Ett exempel på en klassicistisk arbetarstadsdel är Trä-Kottby (1920-talet) i Helsingfors.

## Modernism

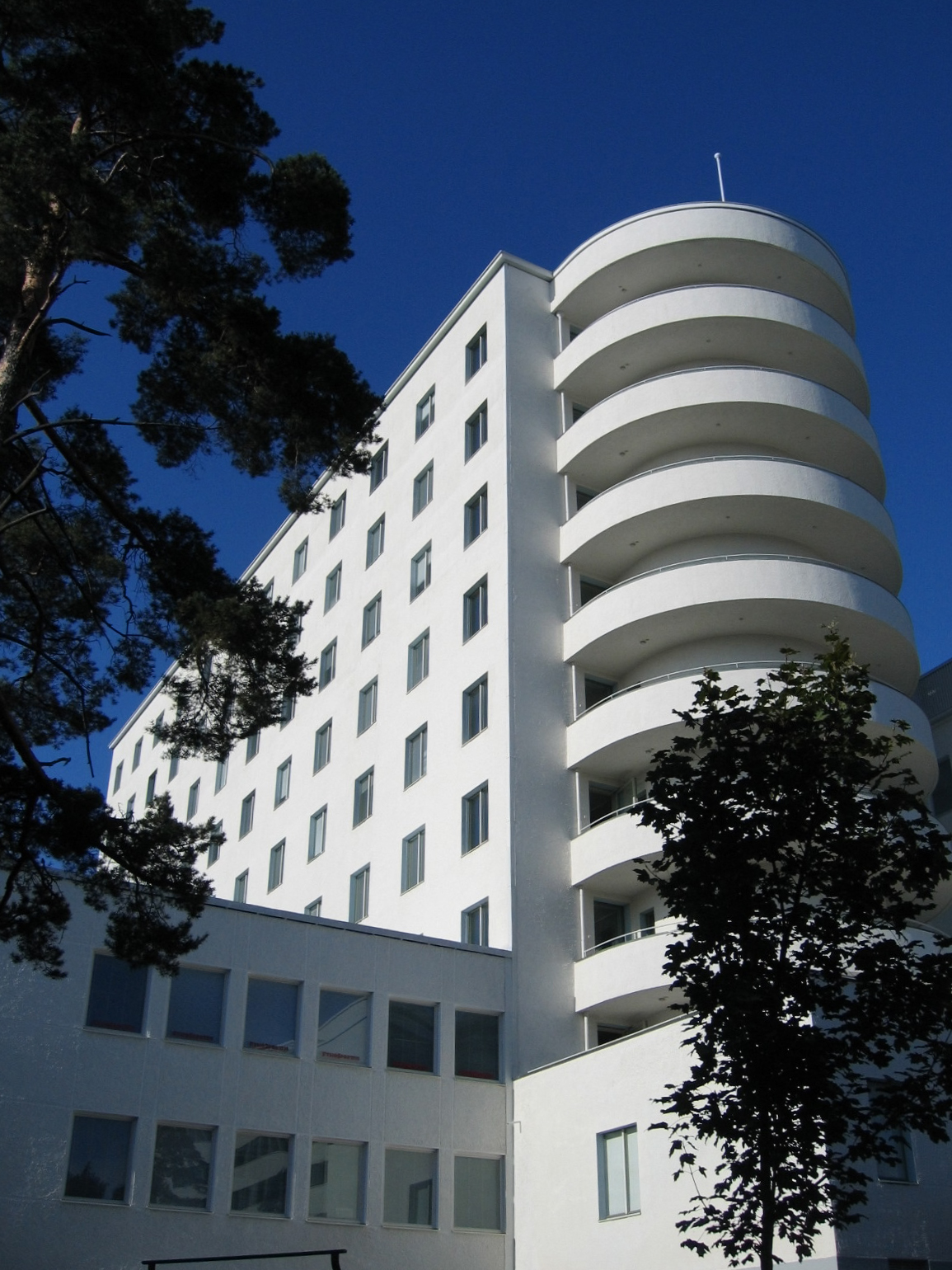
Det före detta centralmilitärsjukhuset Tilkka (1936) i Helsingfors.

Modernismen blev i Finland tydligare än i flera andra länder. Under åren efter att Finland blivit självständigt strävade många unga arkitekter till att ge Finland ett unikt medel i utformandet av republikens nya arkitektur som låg i tiden. Man betraktade nationalromantiken och nyklassicismen som efterhärmningar av den av europeiska maktinstitutioner bestämda stilen. Man attraherades således av den moderna arkitekturen, som var ljus och ren. Ekonomin i landet var dessutom i ett så dåligt skick att det för byggande krävdes effektivt utnyttjande av material och rum.
Även inom samhällsplanering och stadsbyggande inträffade stora förändringar. Husen placerades öppet, i motsats till de slutna kvarteren som tidigare varit gällande. Dessa nya ideal blev gällande från och med början av efterkrigstiden. Modernismen är i nuläget det den helt dominerande riktningen inom arkitektur i Finland.

### Funktionalism
Funktionalismen, funkis, blev etablerad som ett begrepp i Finland under 1930-talet. År 1928 uppmärksammades denna nya stilriktning från Europa i Finland av bland andra Alvar Aalto och Erik Bryggman samt tidningen Arkkitehti. Samma år sågs de första förslagen i denna stilriktning presenteras i en arkitekturtävling; Alvar Aaltos förslag för Turun Sanomats byggnad i Åbo, som planerats enligt Le Corbusiers fem principer. Året därpå vann Aalto tävlingen om Sanatoriet i Pemar och Åboregionen var bland pionjärerna i Finland gällande funktionalism. Till exempel hölls funkisutställningen i Åbo ett år före den kända Stockholmsutställningen 1930, då funktionalismen fick stor spridning.
Modernismen med funktionalismen som främsta stilriktning fick ett relativt smärtfritt genombrott i Finland tack vare unga arkitekter och ett försvagat äldre etablissemang. Depressionen år 1930 tvingade dessutom arkitekter att vidareutveckla sina arbeten innan någonting byggdes. Bertel Jung var en av de största kritikerna av funkis. Han argumenterade att fönsterband inte passade in i gamla urbana miljöer och att de stred mot 1920-talsklassicismens ideal.
De första funktionalistiska stadsplanerna i Finland kan anses vara Bärnäs (finska Sunila) industrisamhälle (1936-1938) nära Kotka och Olympiabyn (1938-1940) i Kottby i Helsingfors. Alvar Aalto planerade Bärnäs så att fabriken fanns på en ö och arbetarna bodde i närheten på fastlandet. Han ville skapa ett samhälle där alla skulle få njuta av stadens bekvämligheter och naturens orördhet samtidigt. Olympiabyn av Martti Välikangas och Hilding Ekelund byggdes så att den ursprungliga vegetationen långt kunde sparas under byggnadsskedet, samtidigt som byggnadernas placering i terrängen avvek från den striktaste tolkningen av funktionalism.
Exempel på kända funktionalismbyggnader och -områden i Finland är Helsingfors Olympiastadion (Yrjö Lindegren, Toivo Jäntti; 1938), Villa Mairea i Norrmark (Alvar Aalto; 1938) och stadsdelen Bortre Tölö i Helsingfors, vars stil ofta kallas Tölöfunkis.

### Återuppbyggnaden på 1940-talet

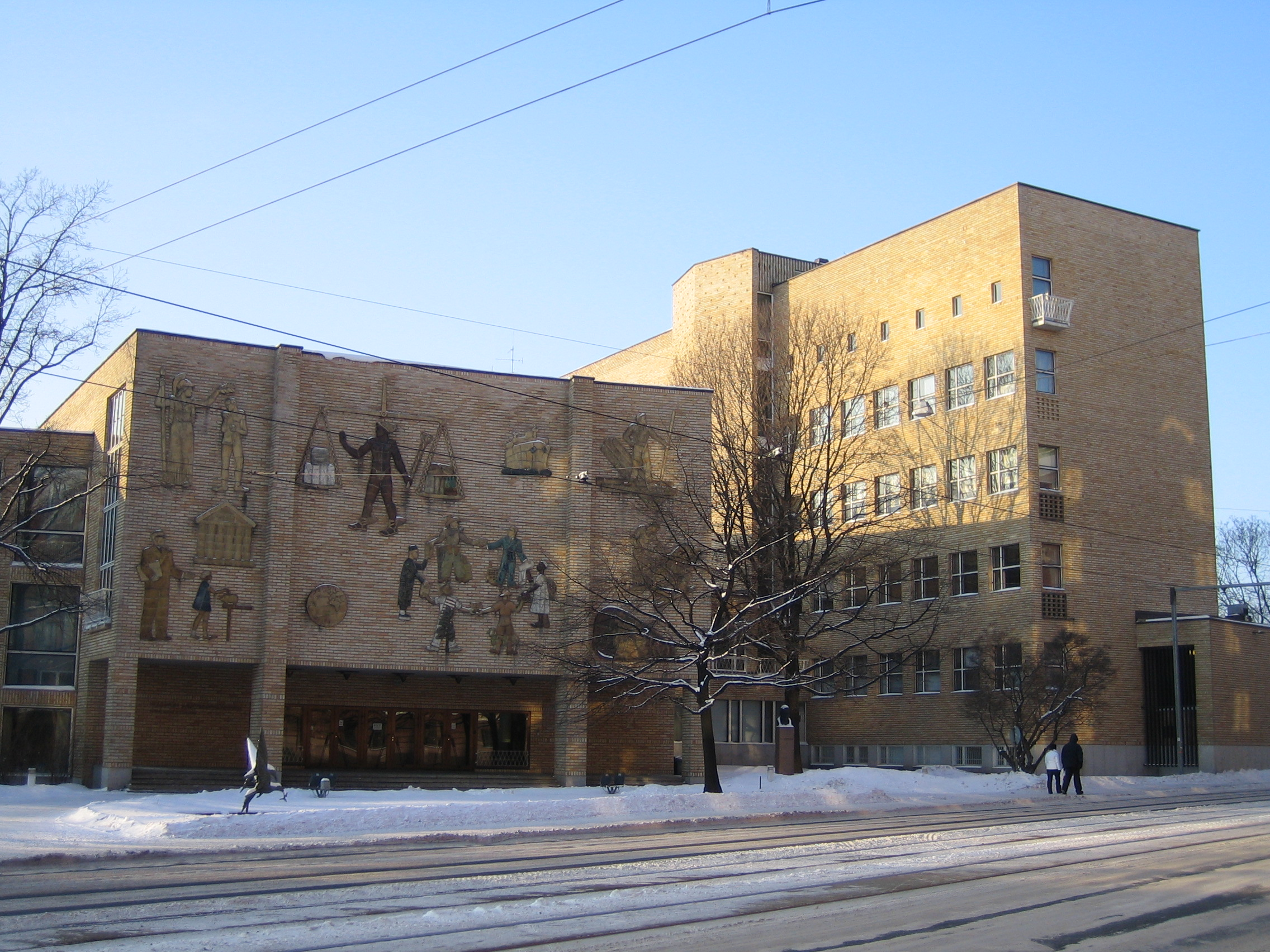
Helsingfors handelshögskola (1950).

1940-talet dominerades av andra världskriget och den därpå följande återuppbyggnaden. Perioden betraktades länge som något slags vakuum mellan 1930-talets heroiska funktionalism och 1950-talet då finländsk arkitektur åter fick ett internationellt genombrott. Man måste se 1940-talets arkitektur i ljuset av de knappa resurser som stod till buds under och efter kriget.
Vinterkriget förde med sig ett abrupt slut på den goda ekonomiska utvecklingen i Finland under slutet av 1930-talet och byggnadsverksamheten avstannade så gott som helt och hållet. Under lugnet efter Moskvafreden 1940-1941 kunde byggnadsprojekt återupptas och nya projekt påbörjas. Kontexten var dock en annan då 420 000 evakuerade behövde bostad, hus hade bombats och Finlands näst största stad, Viborg, hade förlorats till Sovjetunionen. Arkitektoniskt betydde detta att man fortsatte påbörjade funkisprojekt och dessutom byggdes i snabb takt småskaliga bostadsområden för flyktingar.
Flera offentliga byggnader som påbörjades under kriget eller tidigare blev klara mot slutet av 1940-talet. Dessa är till exempel Helsingfors handelshögskola (Hugo Harmia, Woldemar Baeckman; 1941/1950) och sjukhuset Barnets borg (1938/1948) i Helsingfors. Arkitekturen hade ändrats från den strama funktionalismen till en mera dekorerad arkitektur där fasaden innehöll små detaljer och reliefer.
En ny trend på 1940-talet var typhusen. Återuppbyggnaden krävde att man snabbt och billigt kunde uppföra ett stort antal hus för bland annat evakuerade. Lösningen var typritningar som den enskilda husbyggaren kunde använda, men också prefabricerade huselement. Alvar Aalto var en av de arkitekter som gjorde typritningar, varav de första enfamiljshusen på 40-100 kvadratmeter byggdes i Varkaus år 1940. Ett annat karaktäristiskt typhus var de 2 000 prefabricerade hus som skeppades som nödhjälp från Sverige år 1940.
Efter freden år 1944 hade Finland förlorat en stor del av sin industri, man måste återigen hitta bostäder åt evakuerade från Karelen och dessutom var födelsetalen västvärldens högsta år 1947-1948. Bostadsbristen löstes främst genom typhus som byggdes på så kallade frontmannaområden utanför städernas centrum. Många företag byggde dessutom, förutom nya fabriker, också bostadsområden för sina anställda. Kända stadsplaner från 1940-talet är Rovaniemi som till 90 % hade förstörts i kriget. Den nya stadsplanen gjordes av Alvar Aalto. 
Hagalunds nya trädgårdsstad (Otto-Iivari Meurman; 1945-1947) i Esbo utanför Helsingfors var en vägvisare för modernt förortsbyggande i Finland och rönte intresse också utomlands. Hagalund gick tillbaka till den allmännyttiga sammanslutningen Bostadsstiftelsen som på initiativ av Heikki von Hertzen grundats för att lösa bostadsbristen och utveckla socialt bostadsbyggande. Frontmannahusområden hittas i de flesta städer i Finland och dessa hus är i dag mycket eftertraktade.

### 1950-talet

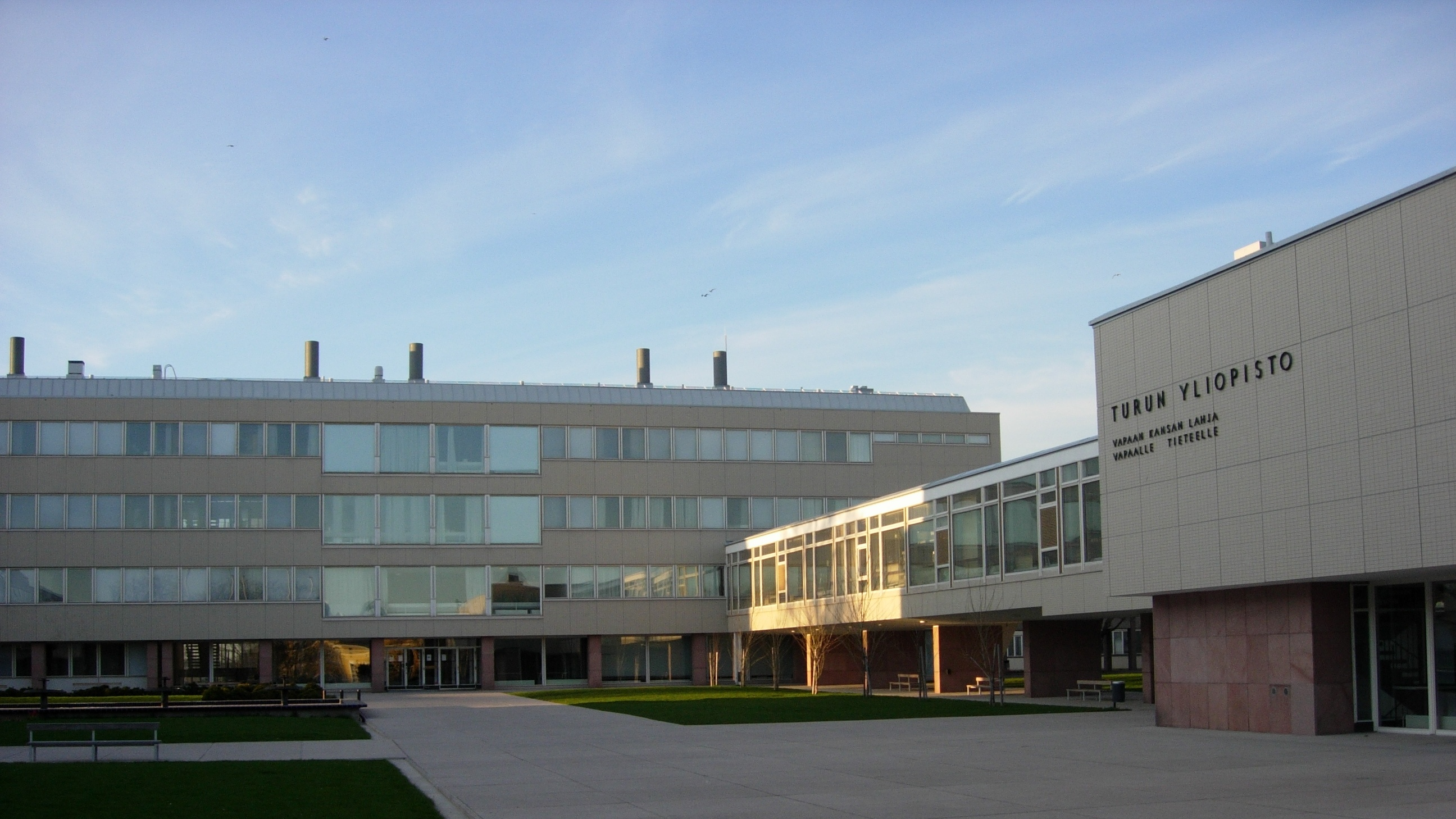
Centralplatsen vid Åbo universitet (1954-1959).

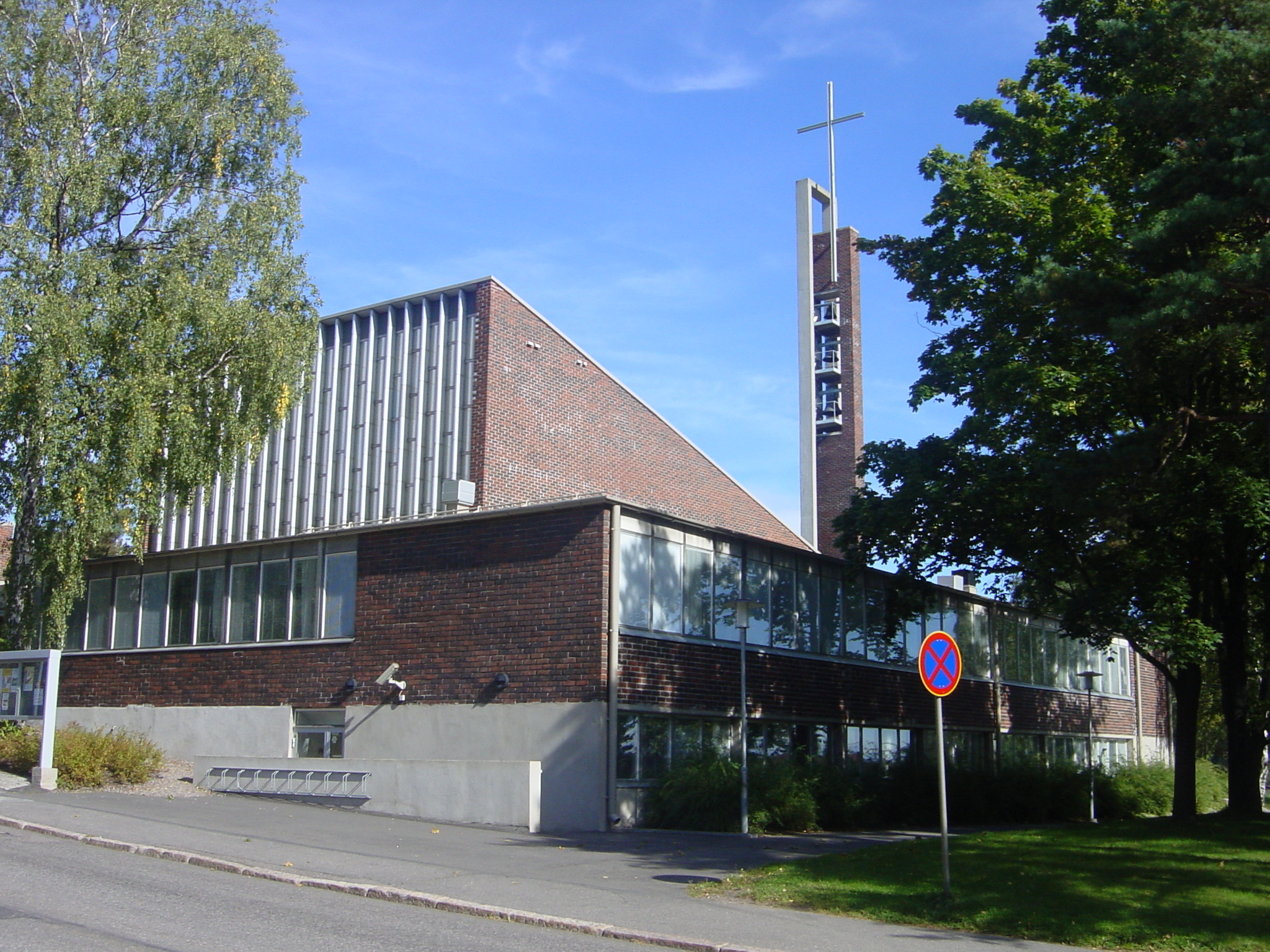
Hertonäs kyrka (1958).

Inom den finländska arkitekturen betyder 1950-talet främst en övergång från det agrara till det urbana; i mitten av årtiondet överskred byggandet i urbana områden för första gången byggnadsvolymen på landsbygden. Bostadsbristen och babyboomen påverkade byggandet i Finland. Det ökande antalet barn ökade behovet av skolor och andra byggnader i välfärdssamhället. 1950-talet betydde också att byggnadstekniken småningom övergick från byggmästarbyggande på byggnadsplatsen till en industriell produktion av byggnader med prefarbricerade element och mekanisering.
Stadsplaneringen utvecklades under 1950-talet och områdesplaneringen ökade. Först år 1958 skrevs en lag som stipulerade att alla tätorter skulle planeras och att arbetet skulle utföras av kommunerna. Otto-I. Meurman kan kallas den efterkrigstida stadsplaneringens fader i Finland. Hans bok Asemakaavaoppi (Stadsplaneringslära) från år 1947 kom att dominera den finländska stadsplaneringsteorin i flera årtionden framöver. Meurman oroade sig mot slutet av 1950-talet för att man byggde allt större byggnader och höghus och tillät överdimensionerade byggnadsvolymer, vilket splittrade den urbana skalan och landskapet. Samtidigt blev trafiken ett allt större problem, vilket syntes tydligt i det allt större behovet av parkeringsplatser.
Bostadsbristen från kriget låg kvar på 1950-talet främst i de största städerna. De första förorterna på obebyggd mark utanför städerna började ta fart under årtiondet. Idealen togs från Europa, men utförandet anpassades till finländska förhållanden med bland annat glesare byggande. De nordiska länderna stod ofta förebild, speciellt Sverige dit flera arkitekter gjorde studieresor. Förorterna byggdes frånskilt centrum och frånskilt varandra och bildade ett slags pärlband. De byggdes ofta i skogen med stora trädbevuxna gårdar mellan lamellhusen. På 1960-talet kom dessa sedermera att nedsättande kallas "skogsstäder" i motsats till de mera uppskattade trädgårdsstäderna. Oftast var det på grund av ekonomiska orsaker som parker inte anlades och att den ursprungliga skogen utnyttjades som grönområden. Ett typiskt drag för perioden var blandandet av olika byggnadstyper, vilket resulterade i en varierad miljö med byggnader av olika höjd och färg trots att miljön förblev homogen tack vare liknande byggnadsteknik.
På 1950-talet blev funktionalismens idéer om funktionalitet vardag i de flesta finländska hem; bostaden bestod av vardagsrum, sovrum och kök och den sociala rangen saknade betydelse i byggandet av bostadshus, vilket tidigare synts i bostädernas utformande. Statens bostadsfond Arava grundades år 1949 och understödde bostadsproduktionen i landet. För att få Aravastöd fick bostaden vara högst 87 kvadratmeter stor och medeltalet på Aravalägenheter var 50 kvadratmeter. Detta resulterade i att de flesta lägenheter var tvårummare med kök och att finländarna bodde i mindre lägenheter än sina nordiska grannar.
Arkitekturen på 1950-talet var en blandning av idealismen från 1930-talet och 1940-talets realitetsfokusering. Kända byggnader från 1950-talet är Säynätsalo stadshus (Alvar Aalto, 1952), flera byggnader för Tekniska högskolan, Porthania i Helsingfors universitet (Aarne Ervi, 1957) och Åbo universitet (Aarne Ervi, 1954-1959)

### Urbaniseringen på 1960- och 1970-talen

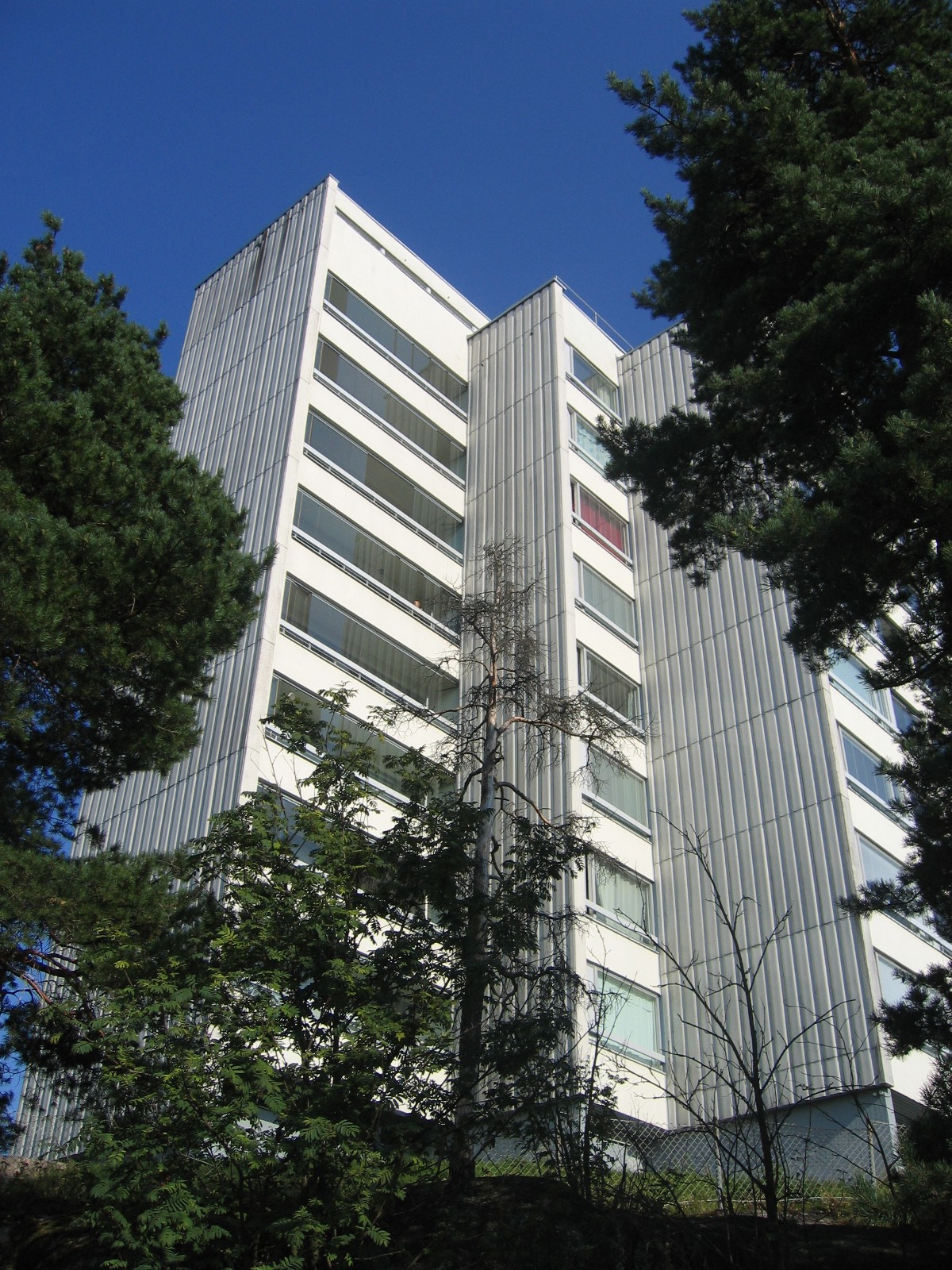
Höghus i Rönnbacka i Helsingfors.

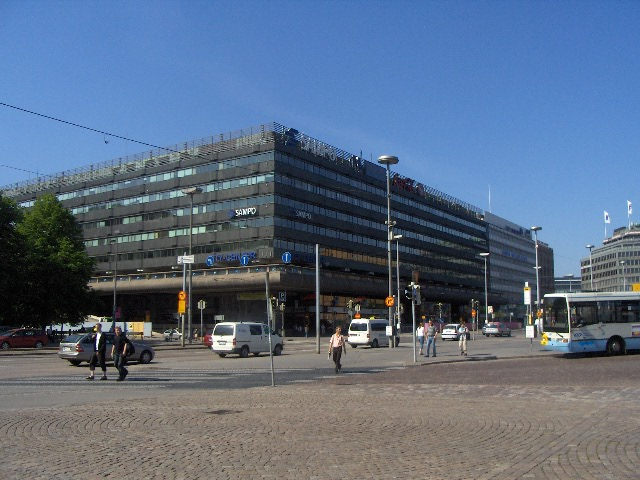
Korvhuset (1967) i Helsingfors.

Den allmänna radikaliseringen i samhället på 1960-talet påverkade också arkitekturen. Unga arkitekter kritiserade det gamla gardet, men trots det gjorde många av tidens kända arkitekter årtiondets bästa arbeten, medan de unga bara påbörjade sin karriär. Utnyttjandet av prefabricerade element tog fart under 1960-talet och hotade lämna arkitekterna utanför byggnadsprocessen. Det ökande välståndet i samhället ökade behovet av undervisningsinstitutioner, teatrar, sjukhus och administrationsbyggnader, vilka byggdes runt om i landet. Brutalismen var också ett kännetecken för 1960-talet; rutplanen togs till heders, formerna var simpla och rå betong användes som ett arkitektoniskt element.
På 1960-talet började 1950-talets förorter kritiseras för att vara varken stad eller landsbygd och man trodde, i motsats till på 1950-talet, att det var dåligt för den mentala hälsan att bo mitt i naturen. Nya förorter anlades med storskaliga höghus med ett gatunät i rutplan. Den numera k-märkta förorten Rönnbacka (1962-1965) i Helsingfors är ett typiskt exempel där den nyaste elementtekniken, importerad från Sverige och Frankrike, användes. Rönnbacka blev en modell för senare byggande. Förorterna i de flesta finländska städer domineras av systemet med områdesbyggande, där en byggfirma köpte upp billig mark, planerade området och byggde det i rask takt. Kommunerna fick i gengäld infrastrukturen gratis mot att dela ut stora byggrätter. Utformandet berodde i sista hand på kommunens förhandlingsförmåga. 
1960-talet innebar slutet för många gamla trähusdominerade stadscentra i Finland. Tidigare hade de ekonomiska resurserna inte tillåtit ombyggande av stadscentra. Från denna tid härstammar den splittrade stadsbild som de flesta finländska städer lider av idag. Gamla stadsdelar ansågs utgöra områden för nybyggande och i större städer revs flera nyrenässansbyggnader. Till exempel i Helsingfors revs långt flera byggnader under 1960-talet än vad som förstördes under bombningarna under Andra världskriget. Viljo Revell med sina massiva brutalistiska byggnader är en av de kändaste representanterna för epoken. Centrum i hans hemstad Vasa byggdes om enligt hans ritningar och "Korvhuset" i Helsingfors centrum, numera röstad till stadens fulaste byggnad[källa behövs], är typiska för tidens anda med bilismen som ett starkt element. En annan känd ombyggnad av ett stadscentrum är Alvar Aaltos plan för Seinäjoki.
1970-talet innebar i viss mån en kritik av den värsta brutalismen. Allt oftare började kritiska röster höjas mot rivandet av gamla miljöer och läget blev en central faktor för arkitekturen, i motsats till 1960-talet då någon hänsyn till omgivningen sällan togs. Den första viktiga segern för miljörörelsen var upprustningen av den rivningshotade stadsdelen Trä-Kottby i Helsingfors i slutet av 1960-talet. Trots det domineras 1970-talet av massivt förortsbyggande.
Oljekrisen satte sina spår i 1970-talets byggande. För att spara energi gjordes fönstren mindre, belysningen av gårdar minimerades och energirenoveringar av gamla byggnader uppmuntrades. Den senare orsakar än i dag hälsoproblem, då allt för täta konstruktioner orsakar mögelproblem. På 1970-talet utvecklades elementbyggandet en aning och man kunde bygga element med olika fasadmaterial och lägga till till exempel klinkerdetaljer.
Exempel på tidens arkitektur är många förorter och stadscentra i mindre städer. Kända byggnader utgör Helsingfors stadsteater (Timo Penttilä, 1967), Tempelplatsens kyrka (Tuomo Suomalainen, 1969), Finlandiahuset (Alvar Aalto, 1962-1975) och WeeGee-huset (Aarno Ruusuvuori, 1964-1974).

### 1980- och 1990-talet

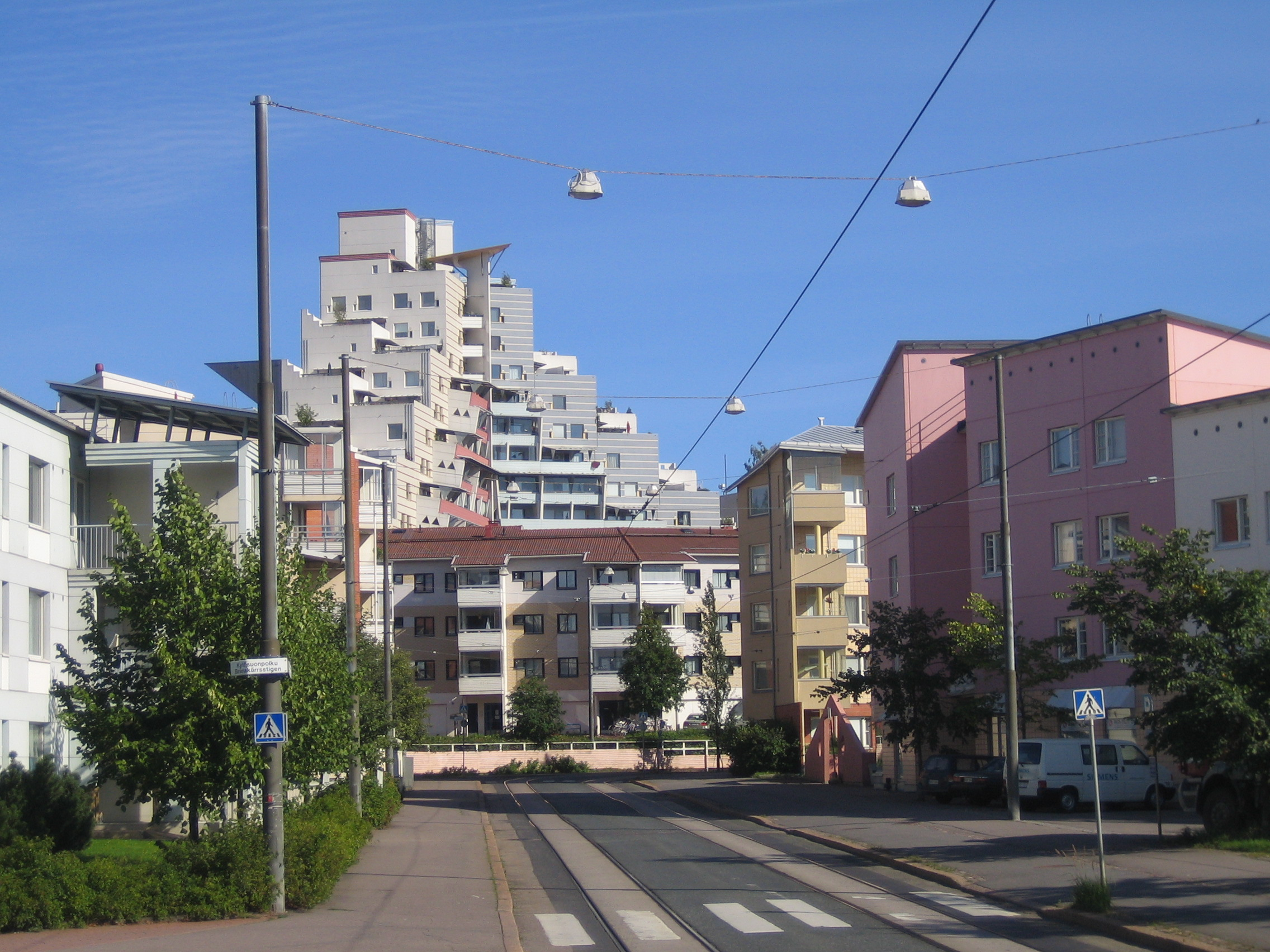
Postmodernism i stadsdelen Lillhoplax (1980-talet) i Helsingfors.

Byggnadstekniken har inte förändrats mycket sedan 1970-talet, däremot har datorteknologin ändrat på arkitekternas arbetsmetoder. En ny typ av historicism uppstod på 1980-talet i Finland, kallad Uleåborgsskolan, och utgick från historiska modeller med torg och utomhus "vardagsrum" för invånarna. Under den sista fjärdedelen av 1900-talet blev det allt vanligare att återanvända gamla byggnader, till exempel Kabelfabriken i Helsingfors, som byggdes om till kulturcentrum.
1980-talet karaktäriseras av en illusion av överflöd och välstånd. Trots att byggnadstakten var lika snabb som under tidigare årtionden verkade arkitekter ha friare händer. Elementtekniken blev allt mera kritiserad i och med att bostadsbristen var mer eller mindre löst. Bostäderna uppvisade flera tekniska fel och var slarvigt byggda. Byggnadsbolagen tvingades tänka om och man började bygga de synliga ytorna på plats, medan stommen fortfarande bestod av element av tidigare kvalitet. Stadsdelen Lillhoplax i Helsingfors med sina pastellfärgade hus med olika storleks fönster och varierande fasader är ett tydligt exempel på denna nya varierande elementteknik. Hela området är ett av få exempel på postmodernism i Finland.
Slutet av 1900-talet innebar också en återgång till innerstadens urbana ideal. Ett pilotprojekt var spetsen av Skatudden i Helsingfors som byggdes tät och centrumlik på 1980-talet. Ett liknande projekt var byggandet av Gräsviken under 1990-talet där gatunätet och den slutna kvartersstrukturen utgjorde en fortsättning på Helsingfors innerstad. Början av 1990-talet dominerades av den djupa ekonomiska kris som drabbade Finland. De flesta stora byggnadsprojekt, både offentliga och privata, lades på is och endast bostadsbyggandet fortsatte i någon mån. Krisen tvingade å andra sidan fram kostnadseffektivitet och nya modeller. I den ekonomiska tillväxten i slutet av 1990-talet uppstod köpcentrumboomen, då allt större enheter byggdes med, förutom affärer, också offentlig service, nöjen och restauranger. Kring de nya köpcentren utanför stadskärnorna byggdes nya täta centrumliknande stadsdelar.
Exempel på nya stadsdelar från 1990- och 2000-talen är bland annat Solvik i Helsingfors, Herrgårdsforsen i Vanda och Södra Alberga i Esbo.

## Finländska arkitekter
- Aino Aalto (1894-1949)
- Alvar Aalto (1898-1976)
- Erik Bryggman (1891-1955)
- Carl Ludvig Engel (ursprungligen tysk, 1778-1840)
- Aarne Ervi (1910-1977)
- Herman Gesellius (1874-1916)
- Theodor Höijer (1843-1910)
- Bertel Jung (1872-1951)
- Armas Lindgren (1874–1929)
- Otto-Iivari Meurman (1890-1994)
- Gustaf Nyström (1856-1917)
- Wivi Lönn (1872-1966)
- Viljo Revell (1910-1964)
- Eero Saarinen (1910-1961)
- Eliel Saarinen (1873-1950)
- Frans Anatolius Sjöström (1840-1885)
- Lars Sonck (1870-1956)